# Baildon-Briestwell

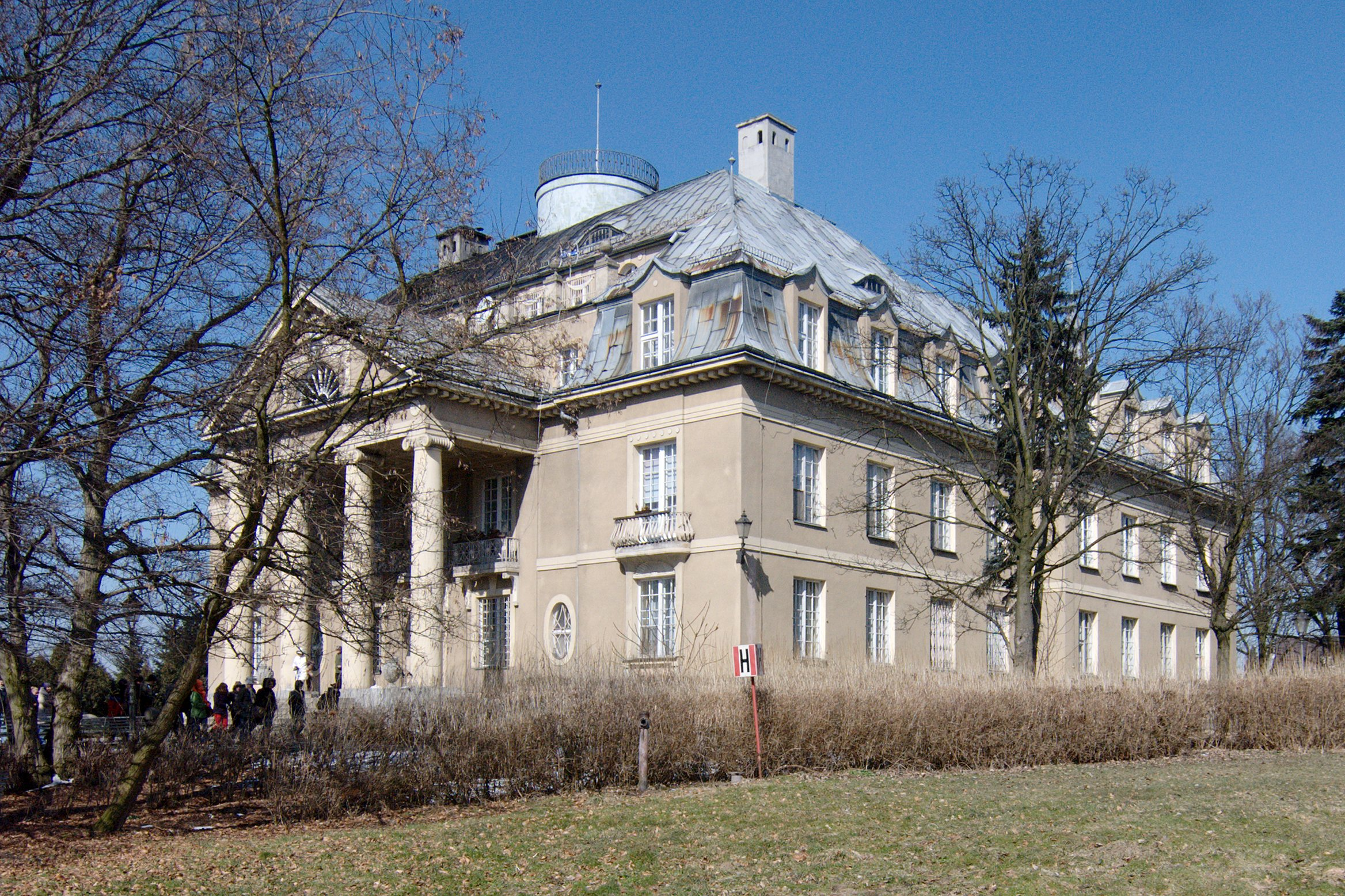
Pałac w Łubiu

Baildon-Briestwell – śląska rodzina przemysłowców i posiadaczy ziemskich wywodząca się ze Szkocji.

## Dzieje
Rodzina wywodziła się z niewielkiej osady Baildon w hrabstwie York. Najstarszym znanym przedstawicielem był szeryf Hugo (XII w.). Pierwszym przedstawicielem na Śląsku był John Baildon (1772−1846) – inżynier, twórca nowoczesnego hutnictwa żelaza. Był budowniczym pierwszych pieców hutniczych na koks. Uczestniczył w budowie wielu hut na terenie dzisiejszego zagłębia górnośląskiego, m.in. huty „Baildon” w Katowicach.
Po śmierci Johna spadkobiercą został syn Artur (1822−1909), którego w 1881 nobilitował Cesarza Niemiecki. Do odziedziczonych dóbr: Bełk i Pogrzebień, dokupił jeszcze kilka innych: Łubie, Ptakowice, Zbrosławice. Zamieszkał w powstałym po 1860 pałacu w Łubiu. Aleksander (1859−1887) jedyny syn Artura, zmarł jeszcze za życia swego ojca.
Spadkobiercą majątku śląskich Baildonów został Erwin Bergwelt, syn Alicji Baildon (starszej córki Artura) i cesarskiego kapitana piechoty Alfreda Bergwelta. W 1910 Erwina nobilitował Wilhelm II Hohenzollern wraz z prawem do połączenia nazwisk (von Bergwelt-Baildon) oraz herbów swych rodziców.